# KV Arena
KV Arena – hala sportowa w Karlowych Warach. Hala może pomieścić 6 tysięcy ludzi i została wybudowana w 2009 roku. Obecnie swoje spotkania rozgrywa w niej zespół hokejowy HC Energie Karlowe Wary.